# Kulcsár György
Kulcsár György (Alsólendva?, ? – Alsólendva, 1577. június 11.) magyar evangélikus lelkész, egyházi író.

## Élete
Zala megyeinek tartják, mivel göcseji tájszólással írta műveit, valószínű, hogy Alsó-Lindván (Alsólendva, ma Lendva) született. Gyermek- és ifjúkoráról, tanulása körülményeiről nem tudunk semmit. Kiképeztetése után valahol más vidéken, nem pedig szülőföldén nyert lelkészi hivatalt. Ezt azután a protestánsokat háborgató üldözések következtében, bizonyosan elűzetés folytán otthagyta, és az alsólendvai Bánffy családból való alsólendvai Bánffy Miklós védőszárnyai alá Alsó-Lindvára menekült, ahol egyelőre tanítóul alkalmazták. (Erre vonatkozólag ld. 1. sz. művének ajánlását Bánfi Miklósnak, amely 1573. aug. 28. kelt címlapján is mesternek nevezte magát.) 
Munkáit is pártfogóinak, a Bánffyaknak ajánlotta. Kevés idő elteltével már lelkész lett Alsó-Lindván, amiről 1573. május 12-én Bánffynak ajánlott postillái tanúskodnak; de lehetett egyidőben mester és lelkész is, a mester (latinul magister) címet pedig a külföldi egyetemeken nyerhette. Annyi bizonyos, hogy pártfogója családjának már ez időben is kedves és bizalmas embere lehetett, bizonyítja az, hogy 1573. március 21-én Bánffy Katalinnak ő is egyik keresztatyja volt. Debreceni Ember Pál (1660–1710) lelkész és egyházi író ismeretei szerint Kulcsár ebben az évben Zala megyei esperes lett. Életének hátralévő rövid részéről a források hallgatnak.

## Művei
Munkái, amelyeket az egységes protestantismus szellemében, minden szorosabb felekezeti felfogás mellőzésével írt, a következők:
- 1. Az Halalra Valo Keszöletröl Rövid Tanossag: melyben az körösztien embernec, acki az Isten országát akaria keresni, életénec rendi irattatic meg. Az Also Linduai Kultsár György Mester által a szent irásbol, és tudos Doctoroc irásaibol szedettetett. 2. Timoth: 3. Minden irás mely az Istentöl es az ö ihlésséböl vagion, haznos az taneitásra, meg fedêsre, meg iobbitásra, és oktatásra, mely az igaságban lézön, hogy az Istennek emböre êp legyen mindön féle is czeleködetökre készitetuên. Alsó-Lindva, 1573 (Egyetlen példánya a m. n. múzeumban, melyet 1874-ben szerzett meg a múzeum Liszkay József pépai ev. ref. lelkésztől, kihez néhai Tóth Ferencz ref. lelkész könyvtárával jutott).
  - Új kiadásai: 
    - Ráday Gyűjtemény; előszó Fabiny Tibor; Budapest, 1990, ISBN 9630405261 (A reformáció és ellenreformáció korának evangéliumi keresztyén egyházi írói-sorozat)[3]
    - Az halálra való készöletről rövid tanóság – tan. Hubert Ildikó; Balassi Kiadó, Budapest, 2007, ISBN 978-963-506-746-6 (Bibliotheca Hungarica Antiqua sorozat)[4]
- 2. Az Ördögnec a penitencia tarto Bünössel valo vetekedéséről: es az kétségbe esés ellen az Reménségröl valo tanusság: Irattatot: Az Also Linduai Koltsar Giorgy Méster által. Luc. 22.… Alsó-Lindva, 1573 (Ajánlva van Zrinyi Györgynek, Kristófnak és Miklósnak, kik az ajánlás szerint kétségtelenül protestánsok voltak. Egyetlen példánya a m. n. múzeumban.)
  - Új kiadása: Kossuth Kiadó, Budapest, 2006, ISBN 978-963-09-4894-4[5]
- 3. Postilla, az az: Evangeliomoknak, mellyeket esztendö által Keresztyènek gyülezetibe szoktak olvasni és hirdetni, Praedikátzio szerint való magyarázattya. Alsó-Lindva, 1574. (Ajánlva van A. Lindvai Bánfi Miklós szalai főispánnak és Maximilián király pohárnokának. «Also Lynduán írta Pynkesd hauánac 12. napján. 1574. esztendőben. Nagysá. Predicatora Also Lynduai Kultsár György.» Ujabb kiadása: Bártfa 1579. és 1597.
  - Új kiadása: Argumentum Kiadó, Budapest, 2001[6]

Naplóját közölte a Tudománytár (1841).